# Thành phố tự trị đặc biệt của Hàn Quốc
Thành phố tự trị đặc biệt (Tiếng Hàn: 특별자치시, Hanja: 特別自治市) là một đơn vị hành chính cấp tỉnh của Hàn Quốc. Ngày 21 tháng 4 năm 2009, các thành viên của Ủy ban Hành chính và An ninh của Quốc hội đã xác nhận tư cách pháp lý của Thành phố Hành chính Đa chức năng là 'thành phố tự trị đặc biệt dưới sự kiểm soát trực tiếp của chính phủ' và đồng ý giao các công việc nhà nước ủy thác cho thành phố tự quản đặc biệt về nguyên tắc.
Được thành lập vào ngày 1 tháng 7 năm 2012, Thành phố tự trị đặc biệt Sejong hiện là thành phố tự trị đặc biệt duy nhất ở Hàn Quốc.

## Vị trí trong hệ thống cấp bậc và phân loại
Thành phố tự trị đặc biệt là đơn vị hành chính có thứ hạng cao nhất ở Hàn Quốc. Đơn vị hành chính này có cùng cấp với tỉnh. Có ba loại thành phố thuộc thứ cấp đầu tiên ở Hàn Quốc.

## Quản lý
Trong thành phố tự trị đặc biệt Hàn Quốc, thị trưởng là quan chức cấp cao nhất phụ trách. Thị trưởng được bầu trực tiếp bởi người dân địa phương và có nhiệm kỳ là bốn năm.